# Cefalosporines

Cefalosporinebasis

Cefalosporines zijn een groep geneesmiddelen die tot de antibiotica (β-lactamantibiotica) horen, en worden dan ook gebruikt bij infecties met bacteriën die voor deze middelen gevoelig zijn. Ze zijn verkrijgbaar als infuus, injectie en orale medicatie.
De infecties waarbij cefalosporinen gebruikt worden zijn onder andere nierbekkeninfecties, luchtweginfecties en huidinfecties. Cefalosporines zijn in principe bruikbaar voor uiteenlopende infecties, zolang het micro-organisme dat de infectie veroorzaakt maar gevoelig is voor cefalosporines. Daarnaast zijn cefalosporines de voorkeursantibiotica in de traumazorg, waarbij ze als profylaxe ingezet worden om het risico op infecties te beperken. Richtlijnen raden aan deze antibiotica niet langer dan 72 uur te voorzien om resistentie te vermijden.
Cefalosporinen zijn bactericide antibiotica. Bactericiden doden de bacteriën effectief; ze remmen niet alleen de groei zoals een bacteriostatisch middel. In Nederland zijn 14 verschillende cefalosporinen voorhanden voor de behandeling van infecties. In de loop van de tijd zijn verschillende middelen ontwikkeld, onder andere omdat veel bacteriën resistent werden voor cefalosporinen of andere antibiotica.
- eerste generatie (ATC-code J01DB): cefalexine, cefradine, cefalotine, cefazoline, cafaloridine
- tweede generatie(ATC-code J01DC): cefaclor, cefuroximaxetil, cefamandol, cefuroxim, cefoxitin, cefotetan
- derde generatie(ATC-code J01DD): cefotaxim, cefpodoxim, ceftazidim, ceftibuten, ceftriaxon en cefpirom (soms ook vierde generatie cefalosporine genoemd)

Cefalosporinen zijn reservemiddelen en worden voornamelijk gebruikt bij infecties als er resistentie is voor andere antibiotica. Zij worden dan ook voornamelijk in de kliniek gegeven nadat bekend is of een micro-organisme gevoelig is voor dit antibioticum.
Hoewel decennialang gedacht is dat er een significante kruisovergevoeligheid bestaat tussen penicillines (die eveneens tot de β-lactamantibiotica behoren) en cefalosporines (als iemand overgevoelig is voor penicilline zou er wel 10% kans zijn dat dit dan ook het geval is voor een cefalosporine) blijkt uit in 2007 gepubliceerd onderzoek dat deze kans veel kleiner is, wellicht maar 1%